# Csögle
Csögle (vyslovováno [čegle]) je vesnice v Maďarsku v župě Veszprém, spadající pod okres Devecser. Nachází se asi 19 km severozápadně od Devecseru. V roce 2015 zde žilo 587 obyvatel. Dle údajů z roku 2011 tvoří 79,5 % obyvatelstva Maďaři, 2,9 % Romové a 0,2 % Němci, přičemž 19,6 % obyvatel se k národnosti nevyjádřilo.
Sousedními vesnicemi jsou Egeralja, Kiscsősz a Kispirit.